# Лаптево (Владимирская область)
Лаптево — село в Камешковском районе Владимирской области России, входит в состав Второвского сельского поселения.

## География
Село расположено в 3 км на юг от Второво.

## История
До начала XVIII столетия Лаптево было деревней. В 1710 году на средства местного помещика стольника Ивана Перфильева Арсеньева построена была здесь деревянная церковь и освящена в 1712 году игуменом Боголюбова монастыря Сергием во имя Николая Чудотворца. В 1747 году в Лаптеве была выстроена другая деревянная теплая церковь и освящена в честь Знамения Божьей Матери. Обе эти церкви существовали до постройки в 1819 году каменной церкви. Церковь была построена в двух престолах: в настоящей во имя Николая Чудотворца, в трапезе в честь Тихвинской иконы Божьей Матери. В 1882 году трапеза была расширена и в ней устроен ещё придел, посвященный имени святого великомученика Димитрия Селунского. Колокольня при церкви — каменная, построена одновременно с церковью. Приход состоял из села Лаптева и деревень: Близнина, Константиновки, Пищихина. В селе Лаптеве имелась земская народная школа.
До революции село являлось центром Лаптевской волости Владимирского уезда. В 1859 году в селе числилось 53 двора, в 1905 году — 113 дворов.

## Население
| 1859 | 1897 | 1905 | 1926 |
| ---- | ---- | ---- | ---- |
| 447  | 539  | 735  | 609  |

| 1859 | 1897 | 1905 | 1926 | 2002 | 2010 | 2021 |
| ---- | ---- | ---- | ---- | ---- | ---- | ---- |
| 447  | ↗539 | ↗735 | ↘609 | ↘126 | ↘101 | ↗161 |

## Достопримечательности
В селе Церковь Тихвинской иконы Божией Матери (1819).